# L. Bonneville
L. Bonneville est un constructeur automobile français actif au XIXe siècle.

## Production
L’entreprise basée à Toulouse a commencé à produire des automobiles en 1897. L’entreprise avait son siège social au 52 Boulevard Lazare-Carnot à Toulouse et son usine au 3 au 5 Rue Castellane. Il y avait aussi des succursales à Biarritz et à Villeneuve-sur-Lot. Le nom de marque était Bonneville. Au début des années 1890, l’entreprise a d’abord produit des bicyclettes.
En 1887, les automobiles ont été ajoutées. Les premiers véhicules étaient des tricycles. S’ensuivirent les voiturettes à quatre roues avec moteurs De Dion-Bouton. La Voiturette avait 5 HP. La boîte de vitesses avait trois vitesses. L’empattement était de 1700 mm. La largeur du véhicule à deux ou quatre places était de 1200 mm. L’exécution était donc soit tonneau, soit vis a vis. Les jantes étaient disponibles en bois ou en métal. Les pneus avaient la taille de 700 x 80. Le prix de vente était de 4500 francs. En 1900, la production automobile a été arrêtée. Après 1900, le développement de l’entreprise est inconnu. 

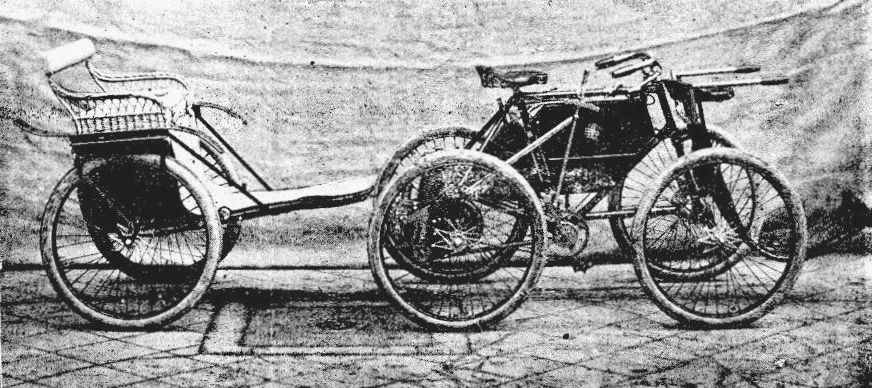
Bonneville Train-Cycle (1898).
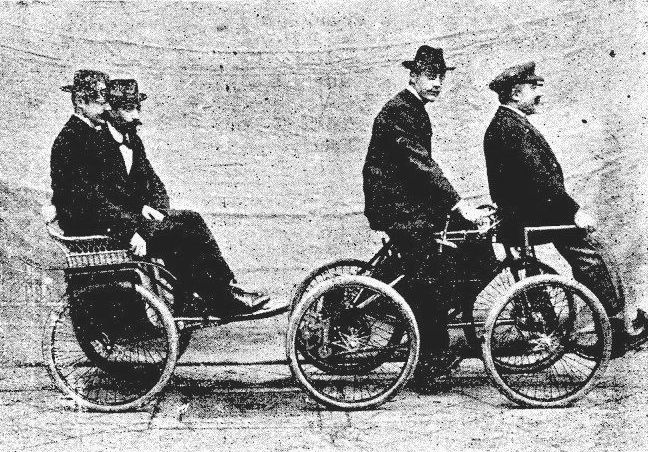
Bonneville Train-Cycle with passenger (1898).